# توافق العينات العشوائية
تعتبر خوارزمية توافق العينة العشوائية ( "RANdom SAmple Consensus أو اختصاراً RANSAC ") إحدى الخوارزميات التي تعتمد الطريقة التكرارية لتقدير بارامترات أحد النماذج الرياضية اعتماداً على عدد من البيانات المراقبة (observed data) والتي تحوي بعض النقاط كقيمة شاذة.
تعتبر هذه الخوارزمية من الخوارزميات غير القطعية حيث أنها تقدم نتائج ذات وثوقية مقبولة وتزداد وثوقيتها بازدياد عدد عمليات التكرار.